# شرکت آبجوسازی گوردون بیرش
شرکت آبجوسازی گوردن بیرش، شرکتی آمریکایی است که توسط دان گوردن و دین بیرش تأسیس شد. گوردن، که فارغ‌التحصیل برنامه پنج ساله مهندسی آبجو در وایهنستفان، آلمان بود به همراه بیرش، در ژوئیه ۱۹۸۸ میلادی اولین بار-رستوران آبجو خود را در پالو آلتو، کالیفرنیا باز کردند.
در نوامبر ۱۹۹۵ میلادی، این دو و سرمایه‌گذاران اصلی آن‌ها، که می‌خواستند کسب و کار ۲۰ میلیون دلاری خود را گسترش دهند، سرمایه‌گذاری ۱۱٫۲ میلیون دلاری را از خانواده فرتیتا در لاس وگاس قبول کردند. لورنسو فرتتا کنترل امور را به دست گرفت از ژوئن ۲۰۱۴، گوردن بیرش در کاستکو و تریدر جو آبجو عرضه می‌کند. کارخانه‌های آبجو و بطری‌سازی گوردون بیرش در جاپان تاون در سن خوزه، کالیفرنیا واقع شده‌است. در سال ۲۰۱۶ میلادی، گوردن بیرش یک آبجو قرمز خشک به نام «چوم» به افتخار تیم هاکی روی یخ کوسه‌های سن‌خوزه عرضه کرد.

## همچنین مشاهده کنید
- لیست کارخانه‌های آبجو در کالیفرنیا